# Homalattus insularis
Homalattus insularis är en spindelart som beskrevs av George William Peckham och Elizabeth Maria Gifford Peckham 1885. Homalattus insularis ingår i släktet Homalattus och familjen hoppspindlar. Inga underarter finns listade i Catalogue of Life.